# ヨアキム・ハンセン
ヨアキム・ハンセン（Joachim Hansen、1979年5月26日 - ）は、ノルウェーの元男性総合格闘家。オスロ出身。ヘルボーイ・ハンセンMMA所属。ブラジリアン柔術黒帯。元修斗世界ライト級王者、元DREAMライト級王者。
柔術を技術ベースに持ち、寝技を得意とする選手だが、打撃の技術も高く、特に「キワ」の攻防に秀でている。必殺技はパウンドと膝蹴り。また、グラウンド状態でボトムポジションになっても強烈かつ的確な蹴り上げを駆使できることも長所の一つである。
見るものに強烈な印象を与えるその風貌と、グラウンドでの凄まじいパウンドから日本では「北欧の処刑人」、海外では「ヘルボーイ」の異名をとる。また、修斗時代は日本人相手に全勝だったため、HERO'Sでは「戦慄の日本人キラー」と紹介された。

## 来歴
1999年に北欧の地方大会『フィンファイト』で優勝。地方大会ながら、頭突き、踏みつけありのルールであった。総合が法律上禁止されている国も多い北欧では興行の開催自体が大変であり、対戦相手と車内で隣り合わせで同席したまま数時間移動したこともあったと語っている。
2002年12月14日、修斗で日本に初登場し、タクミに判定勝ち。
2003年3月18日、佐藤ルミナと対戦。ルミナの足関節を耐え抜き強烈なパウンド連打で1RTKO勝ち。
2003年8月10日、五味隆典に判定勝ちし、修斗世界ウェルター級王座を獲得した。
2003年12月14日、ビトー・"シャオリン"・ヒベイロに肩固めで一本負けし、王座から陥落した。
2004年7月16日、修斗でジェシアス・カバウカンチと対戦。判定勝ちを収めるものの、腕を負傷した。
2005年3月26日、HERO'S旗揚げ戦で宇野薫と対戦し、試合終了直前に左膝蹴りで逆転KO勝ち。
2005年7月17日、PRIDE移籍初戦となるPRIDE 武士道 -其の八-で今成正和と対戦し、左膝蹴りでKO勝ち。続く9月25日、『PRIDE 武士道 -其の九-』のライト級GPに参戦。1回戦でイーブス・エドワーズに判定勝ちするも、準決勝で桜井"マッハ"速人に判定負け。
2006年4月2日、PRIDE 武士道 -其の拾-ではPRIDEライト級王者の五味隆典への挑戦権を賭けてルイス・アゼレードと対戦。左ミドルキックでKO勝ち。しかしこの大会で五味がマーカス・アウレリオに敗北したため、タイトル挑戦権がアウレリオに移ってしまう。
2006年12月31日、PRIDE 男祭り 2006にて青木真也と対戦。序盤からグラウンドに引き込まれ、フットチョークで一本負けを喫した。
2007年2月25日、PRIDE.33でジェイソン・アイルランドと対戦し、腕ひしぎ十字固めで一本勝ち。
PRIDEの活動停止によりUFCからのオファーがあったものの、PRIDE時代の半分のギャラ提示だったとしてオファーを断り、キックボクシングなどの大会に出場していた。
2007年11月8日、修斗で光岡映二と対戦し、2Rにフロントチョークを極めかけられるなどして、判定負け。
2007年12月31日、K-1 PREMIUM 2007 Dynamite!!で宮田和幸と対戦し、チョークスリーパーで一本勝ち。
2007年12月25日、オスロに本社を置く、ウェブブラウザベンダー「Opera」とスポンサー契約を締結した。
2008年3月15日、DREAM.1のライト級グランプリ1回戦で朴光哲と対戦し、ボクシング出身の朴に殴り合いで打ち勝ち、判定勝ち。
2008年5月11日、DREAM.3のライト級グランプリ2回戦でエディ・アルバレスと対戦。スタンドでは壮絶な殴り合いを展開、グラウンドでは寝技テクニックと得意のパウンドで圧倒するが、2度ダウンを奪われたのが響き、判定負け。しかし、名勝負を繰り広げた両者に対して、会場の観客から総立ちのスタンディングオベーションが送られた。試合後、ハンセンはマイクを持つと「エディ、今までで戦った選手の中で君が一番強かったよ。日本のファンの前で負けてしまって残念だけど、ありがとうございました」とアルバレスを讃えて挨拶すると、マイクを握ったアルバレスが「それは少し違うと思います。私達、二人とも勝者です」と語り、ハンセンもそれに応えて互いに健闘を称え合った。
2008年7月21日、DREAM.5のライト級グランプリ・リザーブマッチでブラックマンバと対戦し、腕ひしぎ十字固めで一本勝ち。さらに、準決勝で川尻達也に勝利したエディ・アルバレスが右眼球損傷、眼窩底骨折の疑いによりドクターストップとなり、ハンセンが決勝に進出。決勝では青木真也にパウンドでTKO勝ちし、リベンジを果たすとともに、初代DREAMライト級王者とDREAMライト級グランプリ2008優勝者となった。リザーバーからの優勝を果たしたハンセンは「今も信じられない。防衛戦はエディとやりたい」と話し、2回戦で名勝負を繰り広げたアルバレスとリング上で抱き合った。
2008年12月31日、Dynamite!! 〜勇気のチカラ2008〜のセミファイナルでJ.Z.カルバンと対戦予定であったが、前日会見後の練習中に頭部を強打し、病院での診断の結果、脳震盪の症状が出ているとの診断でドクターストップとなった。
2009年10月6日、DREAM.11のライト級タイトルマッチで3度目となった青木真也と対戦し、2ラウンド残り4秒で一本負け。王座から陥落した。
2010年3月22日、DREAM.13でライト級からフェザー級に体重を落として、フェザー級王者ビビアーノ・フェルナンデスとタイトルマッチで対戦した。主に打撃の攻防となり、一進一退だったが僅差の判定負け。王座獲得に失敗し、DREAM初の2階級制覇はならなかった。
2010年5月29日、ケージ開催となったDREAM.14で高谷裕之と対戦し、右ストレートでKO負けを喫した。
2010年9月25日、DREAM.16で所英男と対戦し、三角絞めで一本勝ち。フェザー級転向後3戦目での初勝利となった。
2010年10月29日、スウェーデンで開催されたSuperior Challengeでサミ・アジズと対戦し、腕ひしぎ十字固めで一本勝ちを収めた。
2011年9月24日、DREAM.17で5年7か月ぶりに川尻達也と対戦し、3ラウンド中盤に肩固めで一本負けを喫した。
2014年11月29日、Superior Challengeフェザー級王座決定戦でディエゴ・ヌネスと対戦し、パンチでKO負けを喫し王座獲得に失敗した。
2016年10月30日、脳卒中と診断される。手術はなく1週間の入院で済むも、ドクターにもう戦うなと言われる。本人は現役続行を希望。
2016年12月29日、引退を表明。

## 人物・エピソード
- 眉毛まで剃ったスキンヘッドに加え、左腕に刺青を施している。2006年2月の川尻達也戦、同12月の青木真也戦では、短いながら金髪で登場した。
- ジョシュ・バーネットとは趣味のデスメタルの話で語り合えるほど仲がよい。これはPRIDE時代にハンセンが選手控室にいたとき、まだ対面したことのなかったジョシュがハンセンはメタル音楽を好むと聞きつけて控室に訪れた出来事である。フィンランドのバンドであるナイトウィッシュについて熱く語り合ったらしい。
- DREAM.3にて、壮絶な激闘・名勝負を繰り広げたエディ・アルバレスとは戦いを通じて友情が芽生え、前述のように試合後には互いを尊敬し合うコメントを残した。また、DREAM.5のライト級グランプリ準決勝を終えて、アルバレスが右眼球損傷、眼窩底骨折の疑いによりドクターストップとなり、決勝戦欠場が決まった時には、アルバレスが涙を流しながらハンセンに「自分の代わりに優勝してほしい」と激励し、ハンセンはそれに応えて優勝を果たした。
- 総合格闘技と並行してアマチュアボクシングの試合にも出場している。
- PRIDEがUFCに買収された2007年には一時、UFCとの契約関係にあったが、ズッファ社からの金銭的な扱いに不満を持ち試合をすることのないまま契約を解除した。代表であるダナ・ホワイト個人の名前をあげ、二度と関わらないという強い意志を表して日本に復帰した[8]。

## 戦績
| 総合格闘技 戦績 | 総合格闘技 戦績 | 総合格闘技 戦績 | 総合格闘技 戦績 | 総合格闘技 戦績 | 総合格闘技 戦績 | 総合格闘技 戦績 |
| --------------- | --------------- | --------------- | --------------- | --------------- | --------------- | --------------- |
| 37 試合         | (T)KO           | 一本            | 判定            | その他          | 引き分け        | 無効試合        |
| 23 勝           | 7               | 8               | 8               | 0               | 1               | 0               |
| 14 敗           | 3               | 5               | 5               | 1               | 1               | 0               |

| 勝敗 | 対戦相手                       | 試合結果                            | 大会名                                                                        | 開催年月日     |
| ×    | ディエゴ・ヌネス               | 2R 1:51 KO（パンチ）                | Superior Challenge 11: Sodertalje 【SCフェザー級王座決定戦】                  | 2014年11月29日 |
| ×    | ソ・ドゥオン                   | 1R 0:15 KO（右ストレート→パウンド） | ROAD FC 15                                                                    | 2014年5月31日  |
| ○    | ソ・ドゥオン                   | 2R 3:14 肩固め                      | ROAD FC 11                                                                    | 2013年4月13日  |
| ×    | 川尻達也                       | 3R 2:30 肩固め                      | DREAM.17                                                                      | 2011年9月24日  |
| ○    | 石田光洋                       | 2R（10分/5分）終了 判定2-1          | DREAM JAPAN GP -2011バンタム級日本トーナメント-                               | 2011年5月29日  |
| ○    | サミ・アジズ                   | 2R 3:47 腕ひしぎ十字固め            | Superior Challenge 6: Lion's Den                                              | 2010年10月29日 |
| ○    | 所英男                         | 1R 2:48 三角絞め                    | DREAM.16                                                                      | 2010年9月25日  |
| ×    | 高谷裕之                       | 1R 4:27 KO（右ストレート）          | DREAM.14                                                                      | 2010年5月29日  |
| ×    | ビビアーノ・フェルナンデス     | 2R（10分/5分）終了 判定1-2          | DREAM.13 【DREAMフェザー級タイトルマッチ】                                    | 2010年3月22日  |
| ×    | 青木真也                       | 2R 4:56 腕ひしぎ十字固め            | DREAM.11 フェザー級グランプリ2009 決勝戦 【DREAMライト級タイトルマッチ】      | 2009年10月6日  |
| ○    | 青木真也                       | 1R 4:19 TKO（パウンド）             | DREAM.5 ライト級グランプリ2008 決勝戦 【ライト級トーナメント 決勝】           | 2008年7月21日  |
| ○    | ブラックマンバ                 | 1R 2:33 腕ひしぎ十字固め            | DREAM.5 ライト級グランプリ2008 決勝戦 【ライト級トーナメント リザーブマッチ】 | 2008年7月21日  |
| ×    | エディ・アルバレス             | 2R（10分/5分）終了 判定0-3          | DREAM.3 ライト級グランプリ2008 2nd ROUND 【ライト級トーナメント 2回戦】       | 2008年5月11日  |
| ○    | 朴光哲                         | 2R（10分/5分）終了 判定3-0          | DREAM.1 ライト級グランプリ2008 開幕戦 【ライト級トーナメント 1回戦】          | 2008年3月15日  |
| ○    | 宮田和幸                       | 2R 1:33 チョークスリーパー          | K-1 PREMIUM 2007 Dynamite!!                                                   | 2007年12月31日 |
| ×    | 光岡映二                       | 5分3R終了 判定0-2                   | 修斗 BACK TO OUR ROOTS 06                                                     | 2007年11月8日  |
| ○    | ジェイソン・アイルランド       | 3R 2:33 腕ひしぎ十字固め            | PRIDE.33 "THE SECOND COMING"                                                  | 2007年2月24日  |
| ×    | 青木真也                       | 1R 2:04 フットチョーク              | PRIDE 男祭り 2006 -FUMETSU-                                                   | 2006年12月31日 |
| ○    | ルイス・アゼレード             | 1R 7:09 KO（左ミドルキック）        | PRIDE 武士道 -其の拾-                                                         | 2006年4月2日   |
| ×    | 川尻達也                       | 1R 0:08 反則失格（ローブロー）      | 修斗 The Victory of The Truth 【修斗世界ウェルター級チャンピオンシップ】      | 2006年2月17日  |
| ×    | 桜井"マッハ"速人               | 2R（10分/5分）終了 判定0-3          | PRIDE 武士道 -其の九- 【ライト級トーナメント 準決勝】                         | 2005年9月25日  |
| ○    | イーブス・エドワーズ           | 2R（10分/5分）終了 判定2-1          | PRIDE 武士道 -其の九- 【ライト級トーナメント 1回戦】                          | 2005年9月25日  |
| ○    | 冨樫健一郎                     | 5分3R終了 判定3-0                   | 修斗 - ALIVE ROAD -                                                           | 2005年8月20日  |
| ○    | 今成正和                       | 1R 2:34 KO（左膝蹴り）              | PRIDE 武士道 -其の八-                                                         | 2005年7月17日  |
| ○    | 宇野薫                         | 3R 4:48 KO（左膝蹴り）              | HERO'S                                                                        | 2005年3月26日  |
| ○    | セルゲイ・ゴリアエフ           | 1R 3:24 チョークスリーパー          | Euphoria MFC: Road to the Titles 【ライト級トーナメント 1回戦】               | 2004年10月15日 |
| ○    | ジェシアス・カバウカンチ       | 5分3R終了 判定2-0                   | 修斗                                                                          | 2004年7月16日  |
| ○    | メティン・ヤクート             | 2R 3:50 TKO（パウンド）             | Shooto Finland: Capital Punishment 2                                          | 2004年4月5日   |
| ×    | ビトー・"シャオリン"・ヒベイロ | 2R 2:37 肩固め                      | 修斗 【修斗世界ウェルター級チャンピオンシップ】                               | 2003年12月14日 |
| ○    | 五味隆典                       | 5分3R終了 判定2-0                   | 修斗 世界三大チャンピオンシップ 【修斗世界ウェルター級チャンピオンシップ】    | 2003年8月10日  |
| ○    | 佐藤ルミナ                     | 1R 2:09 TKO（パウンド）             | 修斗                                                                          | 2003年3月18日  |
| ○    | タクミ                         | 5分3R終了 判定2-0                   | 修斗                                                                          | 2002年12月14日 |
| ○    | サミ・ハイパ                   | 1R 4:00 ギブアップ                  | Shooto Finland: The First Time                                                | 2002年10月19日 |
| △    | ラフロス・ラロス               | 5分2R終了 時間切れ                  | Cage Wars 3 - Hells Kitchen                                                   | 2002年8月31日  |
| ○    | オロフ・インゲル               | 判定                                | FinnFight 5                                                                   | 2001年11月24日 |
| ×    | ヤニ・ラックス                 | 1R 9:25 チョークスリーパー          | FinnFight 4                                                                   | 2000年12月2日  |
| ○    | マーカス・ペルトネン           | 1R 1:38 TKO                         | FinnFight 3                                                                   | 1999年11月6日  |

## 獲得タイトル
- FinnFight 3 優勝（1999年）
- スカンジナビアサブミッションレスリング王座（1999年、2000年）
- ブラジリアン柔術 欧州王座（1999年）
- 第6代修斗世界ウェルター級王座（2003年）
- DREAMライト級グランプリ2008 優勝（2008年）
- 初代DREAMライト級王座（2008年）